# Битольский университет
Битольский университет имени Святого Климента Охридского (макед. Универзитет „Св. Климент Охридски" - Битола) — государственный университет в македонском городе Битола. Основан 25 апреля 1979 года, в период роста количества высших учебных заведений в Югославии. Имя Климента Охридского присвоено в 1994 году. У университета есть филиалы в городах Прилеп, Охрид, Велес, Кичево и Скопье.

## Структура
В состав университета входят 11 факультетов, одна высшая школа и один научно-исследовательский институт:
- Экономический факультет (Прилеп)
- Технический факультет[макед.] (Битола)
- Факультет биотехнических наук[макед.]
- Ветеринарный факультет (Битола)
- Педагогический факультет (Битола)
- Факультет информационно-коммуникационных технологий (Битола)
- Факультет туризма и гостеприимства (Охрид)
- Факультет безопасности[макед.] (Скопье)
- Юридический факультет (Кичево)
- Технолого-технический факультет[макед.] (Велес)
- Высшая медицинская школа (Битола)
- Факультет администрации и управления информационных систем (Битола)
- Научно-исследовательский институт табака (Прилеп)

Также присутствуют четыре вспомогательных учреждения:
- Библиотека Битольского университета[макед.]
- Студенческое общежитие имени Кочо Рацина
- Гидробиологический институт[макед.] (Охрид)
- Институт старославянской культуры (Прилеп)

## Деятельность
Университетом выпускается научно-исследовательский журнал Хоризонти (Горизонты) в двух сериях: серия A (гуманитарные и социальные науки), серия B (естественные науки, инженерия, медицина). Журнал входит в перечень EBSCO. Университет является участником программы Эразмус.
В 2022 году в рейтинге университетов QS World University Rankings Битольский университет расположился между 351 и 400 местами среди развивающихся стран Европы и стран Центральной Азии.